# Ödön Rácz
Ödön Rácz (* 6. September 1981 in Budapest) ist ein ungarischer Kontrabassist und Solobassist der Wiener Philharmoniker und des Wiener Staatsopernorchesters.

## Leben und Wirken
Ödön Rácz stammt aus einer Musikerfamilie. Sein Vater, Großvater und Urgroßvater waren ebenfalls Kontrabassisten. Im Alter von 9 Jahren erhielt er ersten Unterricht auf dem Kontrabass und wurde dann von Gergely Járdanyi, einem Schüler Ludwig Streichers, am Musikkonservatorium St. Stephan unterrichtet. Ab 2001 studierte er bei Alois Posch an der Universität für Musik und darstellende Kunst Wien. Er ist Preisträger zahlreicher Wettbewerbe, zum Beispiel beim Wettbewerb des Ungarischen Fernsehens (1996) oder beim  Internationalen Johann-Prunner-Wettbewerb in Bukarest (2002). Im Jahr 2003 gewann er den dritten Preis beim Internationalen Musikwettbewerb der ARD.
2004 wurde Rácz Mitglied des Orchesters der Wiener Staatsoper, seit 2009 ist er Solobassist dieses Orchesters sowie der Wiener Philharmoniker. Zudem trat er als Solist und Kammermusiker in Europa, China, Japan, Korea und Brasilien auf und konzertierte als Solist mit Orchestern wie den Wiener Philharmonikern (mit denen er mehrfach das Konzert für Kontrabass von Johann Baptist Vanhal aufführte), dem Symphonieorchester des Bayerischen Rundfunks, dem Münchener Kammerorchester, den Stuttgarter Philharmonikern, der Haydn Philharmonie, dem ungarischen Liszt Ferenc Kamarazenekar (Franz-Liszt-Kammerorchester), den Philharmonischen Orchestern Lübeck und Kiel, dem Staatsorchester Rheinische Philharmonie und dem Hessischen Staatsorchester Wiesbaden. Internationale Bekanntheit erlangte er bei einem breiten Publikum, als er im Pausenfilm des weltweit übertragenen Neujahrskonzerts 2012 der Wiener Philharmoniker Rimski-Korsakows Hummelflug spielte.
Er ist Mitglied des im Jahr 2007 gegründeten Ensemble The Philharmonics, mit dem er zahlreiche Tourneen unternahm, und des Ensembles Philharmonix.
Rácz gibt Meisterkurse in Deutschland, Italien, Ungarn, Japan, Taiwan und Shanghai. Er spielt auf einem Kontrabass des Wiener Geigenbauers Michael Ignatius Stadlmann aus dem Jahr 1781.

## Diskographie
- Ödön Rácz. Young Master of the Double Bass. Werke von u. a. Sperger, Fryba, Kussewizki, Weiner, Bottesini. Mit Magda Freymann, Klavier (Lamati; 1998)
- Bottesini: Works for Double Bass Vol. 4. Double Concertos. Darauf mit Ödön Rácz und Gergely Jardanyi (Kontrabass): Fantasia per Due Contrabassi Dalle Canzonnette di Rossini. Budapest Chamber Symphony, Dirigent: János Ács (Hungaroton; 2003)[11]
- Double Bass Fantasy. Werke von Bottesini, Vecsey, von Einem, Vasks, Paganini, Rimski-Korsakow. Mit The Philharmonics, János Balász Jr., Klavier (Gramola, 2012)
- Concertos for Double Bass. Kontrabasskonzerte. Werke von Vanhal, Dittersdorf, Bottesini. Mit dem Franz Liszt Chamber Orchestra (Deutsche Grammophon, 2016)
- My Double Bass. Werke von Bottesini, Piazzolla, Rota. Mit Noah-Bendix Balgley, Violine; Franz Liszt Chamber Orchestra, Dirigentin: Spoeranza Scappucci (Deutsche Grammophon, 2019)